# Art Garfunkel
Art Garfunkel, all'anagrafe Arthur Ira Garfunkel (New York, 5 novembre 1941), è un cantautore e attore statunitense, celebre in particolar modo per essere stato parte dello storico duo Simon & Garfunkel, in coppia con Paul Simon.

## Biografia

### Primi anni
Arthur Ira Garfunkel è nato a Forest Hills, nel borough newyorkese di Queens, da famiglia di origine ebraica rumena di Iași. Incontra il suo futuro compagno di duo, Paul Simon, alle scuole elementari. Tra il 1956 e il 1962, i due si esibiscono con il nome di Tom & Jerry. Garfunkel, il cui nome d'arte completo dell'epoca era Tom Graph, aveva scelto il singolare appellativo per la sua passione di seguire sui grafici la posizione delle canzoni nelle classifiche di vendita. Garfunkel si iscrive alla Columbia University nei primi anni sessanta, dove si unisce ai Kingsmen, un gruppo vocale di soli uomini, e diventa membro della fraternity universitaria Alpha Epsilon Pi. Nel 1962 Garfunkel consegue la laurea in discipline artistiche, la specializzazione in Storia dell'arte, a cui seguirà un master universitario in Matematica.
Nel 1963 il duo con Simon si ricostituisce definitivamente con il nome di Simon & Garfunkel e, a ottobre del 1964, pubblica il suo primo album, Wednesday Morning, 3 A.M. con la Columbia Records. La critica verso l'album non è positiva, e dopo l'incisione il duo si separa ancora una volta. L'anno successivo il loro produttore Tom Wilson decide di estrarre la canzone The Sound of Silence dal disco, rieditarla con una base di strumenti elettrici, e pubblicarla come singolo, che finisce inaspettatamente al primo posto della classifica di Billboard. I due, ormai entrati a far parte degli artisti più famosi degli anni sessanta, si riuniscono e nei successivi cinque anni incidono cinque album in studio. Tuttavia, a causa delle divergenze circa la carriera e delle differenze caratteriali, Simon and Garfunkel si separano ancora nel 1970 dopo la pubblicazione del loro album più famoso e acclamato, Bridge over Troubled Water.

### Carriera solista
Negli anni settanta, Garfunkel pubblica qualche album solista e, pur non raggiungendo le vette raggiunte con Simon, ottiene un buon successo con brani come I Only Have Eyes for You (scritta originariamente nel 1934 da Harry Warren) e Bright Eyes (entrambi finiti al numero 1 della classifica inglese dei singoli), e All I Know (che raggiunge il numero 9 negli USA). Una versione di Bright Eyes entra a far parte della colonna sonora del film d'animazione La collina dei conigli.
Nel frattempo recita in alcuni film tra cui Comma 22 e Conoscenza carnale (1971) con Jack Nicholson, Candice Bergen, e Ann-Margret.
In seguito alle insoddisfacenti vendite dell'album del 1981 Scissors Cut, Garfunkel si riunisce nuovamente a Paul Simon per il famoso concerto a Central Park. Il tour che segue va bene dal punto di vista musicale, ma porta nuove incomprensioni e litigi, compreso quello che porta Paul Simon a escludere la voce di Art dal nuovo album che, precedentemente annunciato come nuovo album del duo, viene pubblicato come album solista di Paul Simon con il titolo di Hearts and Bones, e la motivazione ufficiale che ne viene data è che le canzoni contenute nel lavoro per Paul Simon sono troppo personali. Dopo l'episodio Garfunkel lascia la scena musicale fino al 1988, quando incide l'album Lefty. La critica dimostra di non apprezzare particolarmente nessuno di questi album solisti del duo, e Garfunkel non pubblica nient'altro fino a Up 'til Now del 1993. Forse la sua migliore pubblicazione è il live del 1996 Across America, registrato dal vivo alla registry hall di Ellis Island. Nel concerto sono presenti numerosi artisti ospiti, tra i quali James Taylor, la moglie di Garfunkel, Kim, e suo figlio James Arthur.
Garfunkel ha cantato anche la sigla della serie televisiva del 1991 Oltre il ponte, nonché The Ballad of Buster Baxter nel 1998 per un episodio del cartone animato Arthur della rete televisiva PBS Kids.

### Periodo recente

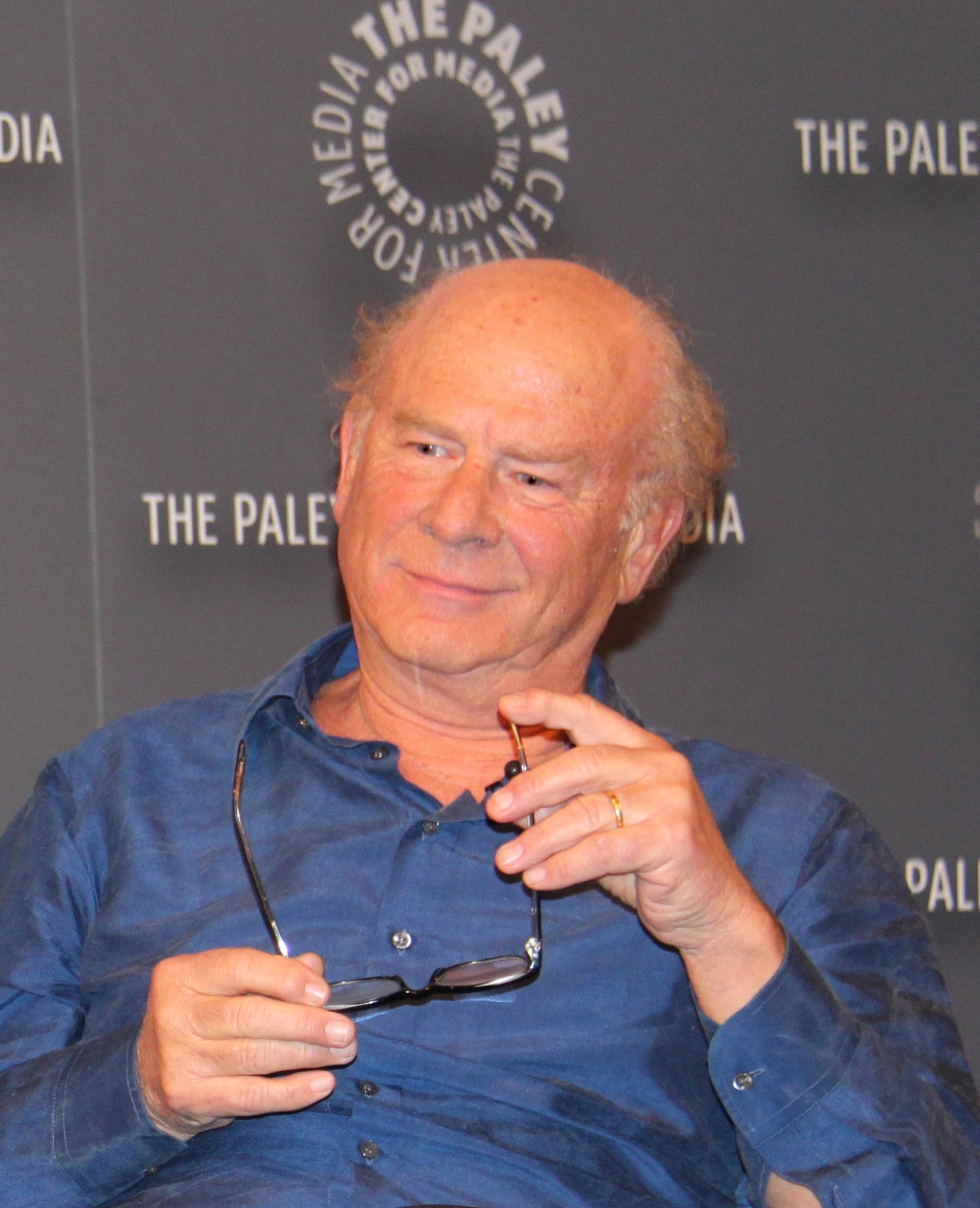
Art Garfunkel nel 2013 a New York

Nel 2003, Garfunkel debutta come cantautore con l'apprezzato album Everything Waits to Be Noticed. Scritto in collaborazione con i cantanti-cantautori Maia Sharp e Buddy Mondlock, l'album a oggi rappresenta una delle migliori performance soliste di Garfunkel e contiene diverse canzoni che in origine erano poesie scritte da lui. Everything Waits to Be Noticed viene considerato il suo primo vero sforzo creativo nella scrittura di canzoni dai tempi del duo Tom and Jerry (in cui militava in gioventù con Paul Simon).
Nel 2003 Art Garfunkel e Paul Simon si riuniscono ancora mettendo da parte le divergenze una volta per tutte. Il tour mondiale che segue nel 2003 e 2004 è finalmente sereno oltre che di grande successo. In seguito al tour ognuno riprende la sua carriera solista. Garfunkel torna a far parlare di sé all'inizio del 2004 quando viene arrestato per possesso di cannabis. L'unico inedito della compilation The Art Garfunkel Album del 1984, il brano Sometimes When I'm Dreaming (scritto da Mike Batt), viene ripreso nel 2005 dalla ex componente degli ABBA Agnetha Fältskog sull'album che segna il suo ritorno alle scene intitolato My Colouring Book.
Nell'agosto del 2005, Garfunkel viene accusato per la seconda volta di possesso di cannabis, quando un agente di polizia trova uno spinello nel portacenere della sua macchina mentre si trova nello stato di New York. Nel 2006 Garfunkel firma per la Rhino Records con cui il 30 gennaio 2007 pubblica in America il primo album intitolato Some Enchanted Evening. A fine febbraio 2007 nel corso di un'intervista con la televisione tedesca per la promozione del disco esprime interesse per un'eventuale riunione con Paul Simon per un nuovo album. A causa di un problema alle corde vocali nel 2010 non ha potuto cantare per un anno.

## Vita privata
Garfunkel in prime nozze ha sposato Linda Marie Grossman a Nashville nel 1972. La coppia ha divorziato tre anni dopo. Nel 1974, quando era ancora sposato, Garfunkel ha iniziato una relazione con Laurie Bird, finita poi nel 1979 col suicidio della donna.
Dal 1988 è sposato con Kathryn Cermak, una modella nata in Cecoslovacchia. La coppia ha due figli maschi: James, nato nel 1990, e Beau, venuto al mondo nel 2005 tramite maternità surrogata. 

## Discografia

### Solista
Album in studio
- 1973 - Angel Clare
- 1975 - Breakaway
- 1977 - Watermark
- 1979 - Fate for Breakfast
- 1981 - Scissors Cut
- 1986 - The Animals' Christmas (con Amy Grant)
- 1988 - Lefty
- 1993 - Up 'til Now
- 1997 - Songs from a Parent to a Child
- 2002 - Everything Waits to Be Noticed
- 2007 - Some Enchanted Evening

Album dal vivo
- 1997 - Across America (live)

Raccolte
- 1984 - The Art Garfunkel Album
- 1988 - Garfunkel

Partecipazioni
- 2002 - The Chieftains The Wide World Over, nel brano Morning Has Broken

## Filmografia parziale

### Attore

#### Cinema
- Comma 22 (Catch-22), regia di  Mike Nichols (1970)
- Conoscenza carnale (Carnal Knowledge), regia di Mike Nichols (1971)
- Il lenzuolo viola (Bad Timing), regia di Nicolas Roeg (1980)
- Good to Go, regia di Blaine Novak (1986)
- Boxing Helena, regia di Jennifer Lynch (1993)
- The Rebound - Ricomincio dall'amore (The Rebound), regia di Bart Freundlich -  direct-to-video (2009)